# 鈍吻半鰺
鈍吻半鰺，為輻鰭魚綱鱸形目鱸亞目鰺科的其中一種，為亞熱帶海水魚，分布於西大西洋區，從美國北卡羅萊納州經墨西哥灣、加勒比海至巴西海域，棲息深度可達50公尺，本魚體呈橢圓形且側扁，背鰭2個，背鰭硬棘8枚、背鰭軟條27枚、臀鰭硬棘3枚、臀鰭軟條23枚，尾鰭叉形，體長可達50公分，棲息在沿海，繁殖期通常在夏天，卵會漂浮於大洋，生活習性不明，可做為食用魚。